# Vincenzo Cosenza
Vincenzo Cosenza, Conte (Pozzuoli, 22 dicembre 1844 – Pozzuoli, 12 aprile 1924), è stato un avvocato, magistrato e politico italiano.

## Biografia
Laureato nel 1863 si dedica inizialmente alla professione forense ma dal 1865, vinto un concorso in magistratura, si dedica unicamente alla carriera giudiziaria. È stato sostituto procuratore a San Miniato, facente funzioni di procuratore a Breno, Lagonegro, Fermo, Palermo e Santa Maria Capua Vetere, consigliere di Corte d'appello a Messina, Napoli, Roma procuratore generale reggente presso la Corte d'appello di Messina e Palermo primo presidente della Corte d'appello di Catanzaro, Firenze e Napoli. Ha fatto parte del Consiglio superiore della magistratura e della Giunta per l'inchiesta sulle condizioni della Sicilia ed ha ricoperto l'incarico di capo di gabinetto del Ministero di grazia e giustizia.